# Пуйя, Фридьеш
Фридьеш Пуйя (венг. Frigyes Puja; 2 февраля 1921, Баттонья, Королевство Венгрия — 5 июля 2008, Будапешт, Венгрия) — венгерский государственный деятель и дипломат, министр иностранных дел Венгерской Народной Республики (1973—1983).

## Биография
В 1934—1945 гг. работал наборщиком.
- 1946—1949 гг. — секретарь Венгерской коммунистической (партии трудящихся) г. Баттонья,
- 1949—1950 гг. — секретарь Венгерской партии трудящихся области Чанад,
- 1951—1953 гг. — заведующий отделом МИД,
- 1953—1955 гг. — посол в Швеции,
- 1954—1955 гг. — посол в Норвегии и Дании по совместительству,
- 1955—1959 гг. — посол в Австрии,
- 1959—1963 гг. — заместитель министра иностранных дел,
- 1963—1968 гг. — генеральный директор МИД,
- 1968—1973 гг. — первый заместитель,
- 1973—1983 гг. — министр иностранных дел Венгерской Народной Республики,
- 1983—1986 гг. — посол в Финляндии,
- 1987—1993 гг. — председатель Детского фонда ВНР и Венгрии.